# 中華民國海軍部 (汪精衛國民政府)
汪精卫国民政府于1940年3月30日成立中华民国海军部，管辖和平建国军海军。戰後中华民国海军接收残留舰船762艘，24826吨（另一说是933艘，28239吨）。

## 历史
前身有三支部队：
- 1938年年底成立“北支特别青岛炮艇队”，隶属于日本的“北支方面海军基地司令部”，上校大队长刘文山，日本指导官饴野，下设水兵中队和轮机中队，另有信号兵班、看护兵班、炊事兵班；在连云港、石臼所（日照）各有一个派遣队，各有木壳船两艘。
- 1939年7月1日中华民国维新政府绥靖部成立，设长江水巡队（驻南京）、绥靖水巡学校。隶属于日本支那方面舰队司令部（战前的日本第三舰队，司令部设在上海外白渡桥，统率在华所有日本海军下设上海、中支、北支、南支方面海军基地司令部）。[2]
- 1939年成立广东水上警察所广州水上巡查队，隶属于日本“南支方面海军基地司令部”。1940年改称“中华民国海军广东江防司令部”。

1940年3月30日汪精卫国民政府行政院内设立海军部。军事委员会委员长汪兆铭特级海军大将兼任部长，以凌霄海军上将为政务次长，许继祥（原海军部海政司少将司长）为常务次长，首席顾问寺田大佐。1940年5月30日汪精卫、凌霄辞部长、政务次长职。代理海军部长任援道海军大将，政务次长姜西园海军中将。1941年10月21日常务次长许继祥去职，由萨福畴继任。1942年8月海军部改隶军事委员会，1944年11月任援道、姜西园去职，凌霄任海军部代理部长（1945年1月转正），招桂章为政务次长。1945年6月7日招桂章去职，许建廷任政务次长职。
- 海军部内设
  - 总务司：法规制定，刊物出版
  - 军衡司：军官任命奖惩
  - 军务司：军舰配置调遣、军港建造
  - 军械司：海军武器管理与维护
  - 舰政司：舰体与舰机修造，造船厂业务
  - 军学司：海军学校与派遣留学
  - 军需司：军费与煤、油、粮食、服装供给
  - 驻日海军武官府：武官长凌霄
- 南京要港司令部（长江水巡队司令部于1940年4月15日改组），设中将司令一人（许建廷）、上校参谋长一人。辖区长江口至湖口、太湖流域、鄱阳湖流域、江浙沿海及各岛屿。每个班（艇）设日本海军现役兵曹1名，称指导员。小队有日本海军现役兵曹长一两人，称指导官。队部有校尉级的日本海军现役军官，称本部指导官。
  - 南京基地队
  - 江阴基地队：编制为上校司令1人，中校副长1人，上尉区队长3人，中尉分队长8人及其他军需、军医等共计校官2人，尉官23人，士兵358人。
  - 无锡基地区队
  - 闽行基地区队。
  - 定海特别基地队
- 中央海军学校（绥靖水巡学校1940年4月15日更名），校长姜西园海军中将，辅导官宫坂大佐。[4]
- 广东江防司令部/广州要港司令部（1940年10月29日改名），辖区西江、东江、北江、珠江三角洲、广东沿海各岛屿。要港司令招桂章（1940年5月-1942年10月升任海军次长）/萨福畴（1942年10月-1943年5月乘坐“协力”舰触发水雷沉没被俘）/何瀚澜（1943年5月-1944年9月26日遇刺身亡）/招桂章（1944年10月-）。
  - 广州基地队
  - 白蕉基地队
  - 横门基地区队及横门护航处、横门缉私办事处
  - 练兵营
- 威海卫海军基地部/威海卫要港司令部（1942年10月设立。1942年7月1日改组）， 辖区为秦皇岛至江苏连云港的渤海、黄海。司令赵培钧/鲍一民（1941年－）。1944年11月5日，刘公岛海军连兵营卫兵班长郑道济等人率部分士兵起义，劫持舟艇投奔胶东八路军，编为胶东八路军“海军支队”。
  - 威海卫基地队
  - 连云港基地队
  - 青岛基地区队
  - 芝罘基地区队
  - 石臼所基地区队
  - 刘公岛海军警备司令部（1942年3月设立）
  - 北支特别青岛炮艇队
- 汉口基地部（1943年5月12日成立），辖区为湖北宜昌至江西九江、洞庭湖和汉水。司令孟秀椿。
  - 汉口基地队
- 舟山基地部
- 马尾要港司令部
- 水路局/水路测量局（于1940年4月15日改名，原为接收的南京海军部海道测量局）

1943年10月10日铨叙：
- 凌宵、尹祚乾、许建廷、姜西园、招桂章为海军中将。
- 孟秀椿、鲍一民、黄勋、郑世璋、李慧济、叶科松、蔡浩章为海军少将。

1945年日本投降后，重庆国民政府委派接收专员：
- 周佛海为上海行动总队总指挥
- 任援道为南京先遣军司令官
- 上海海军总接收专员曾以鼎
- 华北海军总接收专员余振兴
- 华南海军总接收专员刘永诰
- 海军汉浔区接收专员方莹
- 海军台澎接收专员李世甲
- 江南造船厂接收专员马德骧、代理专员陈藻藩